# Shaku
Shaku (jap. 尺) war ein japanisches Längenmaß. Es ist eine der Basiseinheiten des alten japanischen Shakkanhō-Maßsystems. Es wird manchmal als „japanischer Fuß“ bezeichnet, weil es ähnlich lang ist wie westliche Fuß-Maße, leitet sich aber von der Handspanne ab.
Das japanische Maß- und Gewichtsgesetz von 1891 definiert ein Shaku als 10⁄33 m und das längere in der Schneiderei verwendete Kujirajaku (鯨尺, „Wal-Shaku“) als exakt 25 % größer, d. h. 25⁄66 m. Ersteres wird zur Eindeutigkeit auch Kanejaku (曲尺, „Winkel-Shaku“) genannt.
- 1 Shaku/Kanejaku = 30,30 Zentimeter
- 1 Kujirajaku = 37,87 Zentimeter

Die Maßkette war
- 1 Shaku = 10 Sun = 100 Bun = 1000 Rin

In älterer Literatur findet sich Letzteres auch in verballhorntem Japanisch als Tsune sasi/Wune sasi mit 37,8979 Zentimeter.